# Vianney Blanco
Vianney Blanco Rojas (Pérez Zeledón, 1 de septiembre de 1992) es un exfutbolista costarricense que jugaba como mediocampista y su último equipo fue el Club Sport Herediano de la Primera División de Costa Rica.

## Trayectoria
Inició su carrera deportiva en las ligas menores del Municipal Pérez Zeledón y posteriormente de la Liga Deportiva Alajuelense, equipo con el que debutó en la Primera División de Costa Rica el 25 de septiembre de 2011 ante el Municipal Pérez Zeledón, partido que terminó con un marcador favorable a los manudos por 4-0. Disputó un total de 7 partidos con los manudos. En el 2012 pasa a formar parte del Club de Fútbol Pachuca, donde logra disputar únicamente 3 partidos en la Copa México. Sin embargo, sería cedido a préstamo al Club Sport Herediano en el 2013. En el 2014 regresa luego de la cesión al C.F Pachuca, poco después, fue enviado a su sucursal en Tlaxcala, Tlaxcala Fútbol Club.Luego de su paso por tierras mexicanas, regresaría de este periodo de cesión al Club Sport Herediano, equipo con el que militó hasta finales de ese año en que se retiró por una lesión en la rodilla
A niveles de selecciones nacionales disputó la Copa Mundial de Fútbol Sub-20 de 2011 y la Copa Mundial de Fútbol Sub-17 de 2009, así como los Juegos Panamericanos de 2011. 

### Participaciones en Copas del Mundo
| Mundial                               | Sede     | Resultado        |
| ------------------------------------- | -------- | ---------------- |
| Copa Mundial de Fútbol Sub-20 de 2011 | Colombia | Octavos de final |
| Copa Mundial de Fútbol Sub-17 de 2009 | Nigeria  | Fase de grupos   |

## Clubes
| Club                           | País       | Año         |
| ------------------------------ | ---------- | ----------- |
| Club Deportivo Alajuela Junior | Costa Rica | 2010 - 2012 |
| Liga Deportiva Alajuelense     | Costa Rica | 2010 - 2012 |
| Club de Fútbol Pachuca         | México     | 2012 - 2013 |
| Club Sport Herediano           | Costa Rica | 2013 - 2014 |
| Belén Fútbol Club              | Costa Rica | 2015        |
| Club Sport Herediano           | Costa Rica | 2015 - 2016 |